# Michal Hrazdíra (cyklista)
Michal Hrazdíra (* 6. listopadu 1977) je bývalý český reprezentant v silniční cyklistice. Zúčastnil se letních olympijských her v Athénách v roce 2004, kde v časovce jednotlivců obsadil 14. místo.
Na MS v cyklistice v Hamiltonu v roce 2003 obsadil v časovce jednotlivců 9. místo.
Je synem bývalého československého reprezentanta v cyklistice Miloše Hrazdíry.